# NGC 3512
NGC 3512 este o intermediate spiral galaxy⁠(d) situată în constelația Leul Mic. A fost descoperită în 1785 de către William Herschel. Se află la o distanță de 24,2 de megaparseci de Pământ.